# Auguste-Henri Vildieu
Auguste-Henri Vildieu (né le 6 septembre 1847 à Paris et mort en 1926) est un architecte français qui a surtout construit à Hanoi à l'époque de l'Indochine francaise,.

## Biographie
Il est l'élève de élève de Alexis Paccard et de Louis-Jules André à l'École nationale supérieure des beaux-arts de Paris (ENSBA). 
Dès 1885, il est architecte adjoint du service des bâtiments civils en Cochinchine française dont le chef de service est l'architecte Alfred Foulhoux (1840-1892). Il s'installe ensuite à Hanoi au Tonkin au début des années 1890 et devient chef du service des batiments civils jusqu'en 1912,.

## Ouvrages
Auguste Henri Vildieu a construit plusieurs grands bâtiments de style européen pour le gouvernement colonial, notamment :
- le Palais du Tonkin (1911)
- le Palais de Justice de Hanoï (1906)[6]
- la Poste centrale de Saïgon (1886 à 1891)
- le palais du gouverneur général (1906)
- le bâtiment des travaux publics (1899)
- la Maison centrale (1899)
- le Quartier général (1897)

Il a aussi construit le palais de l'Indochine à l'exposition coloniale de Marseille en 1906.

## Biographie
- Arnauld Le Brusq , Léonard de Selva, Viêtnam : A travers l'architecture coloniale, Paris, Editions de l'Amateur, 262 p. (ISBN 978-2-85917-513-9)

## Galerie

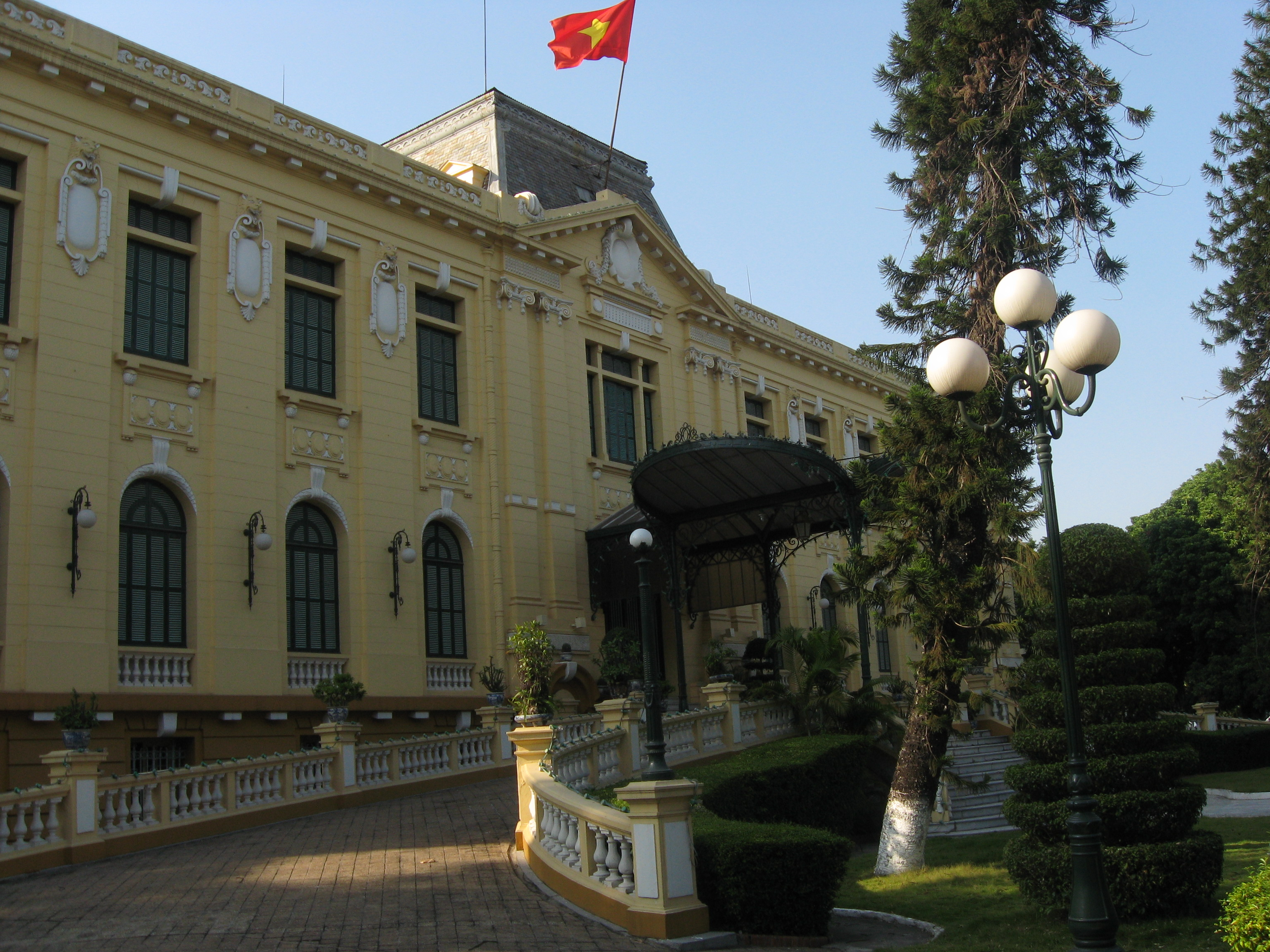
Palais du Tonkin
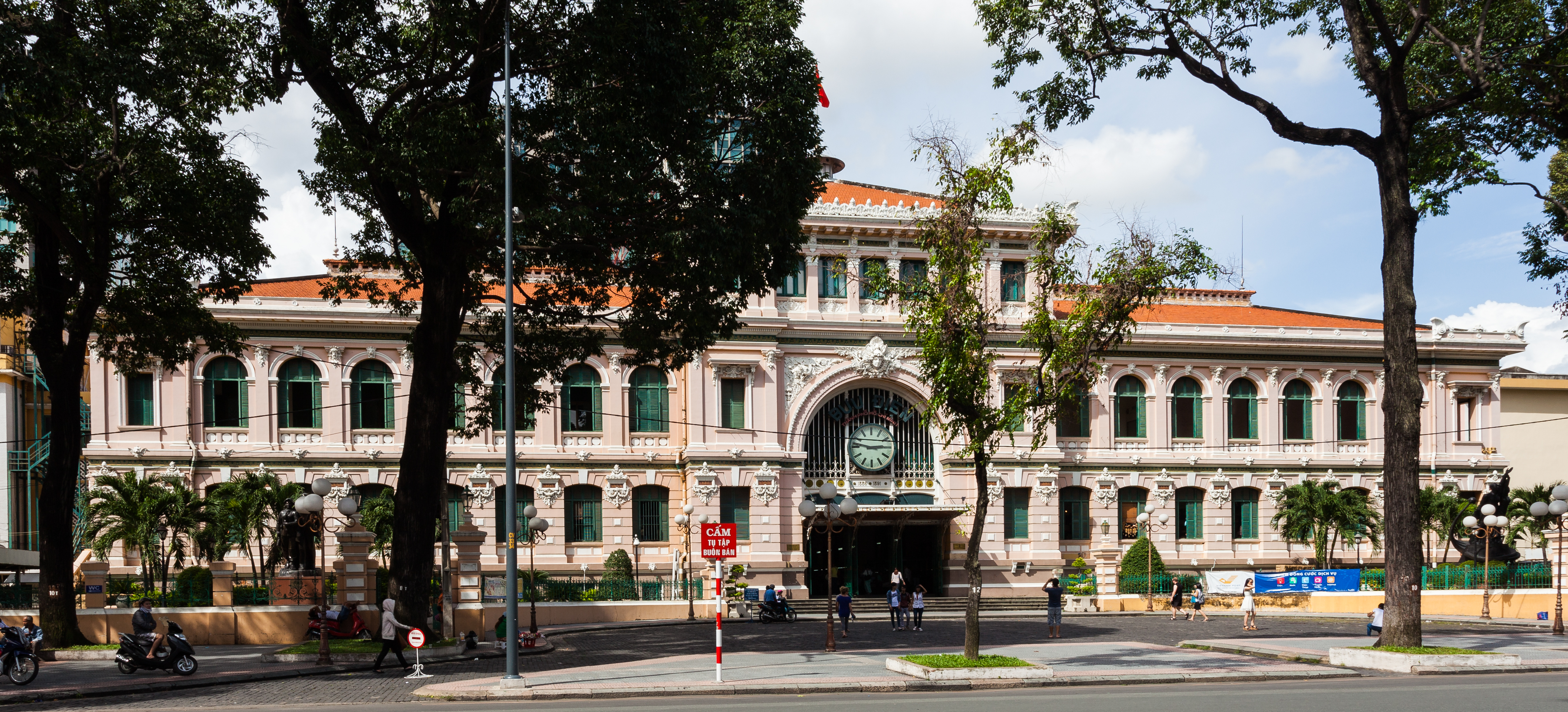
Poste centrale de Saïgon
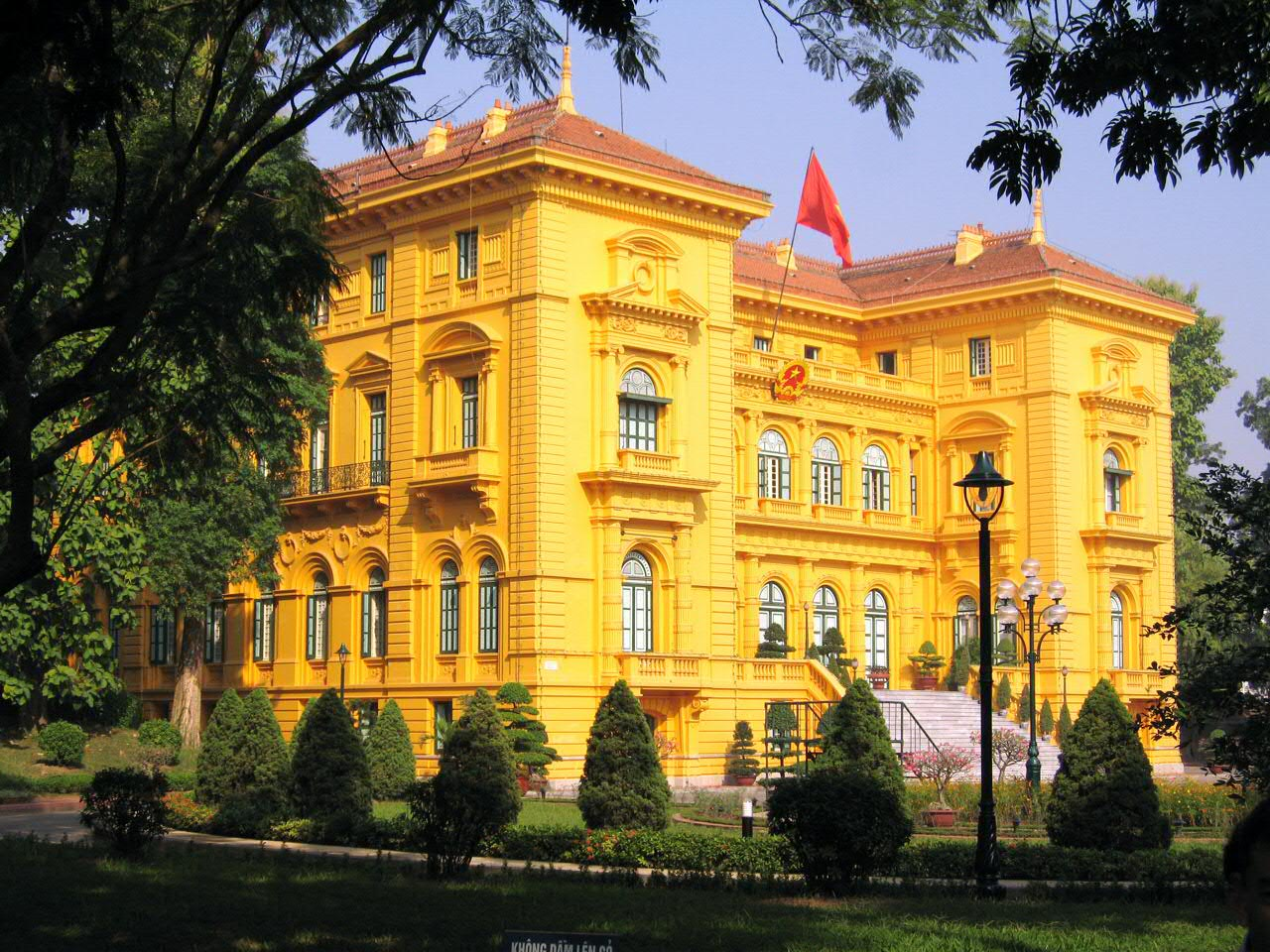
Palais du gouverneur général, Hanoï
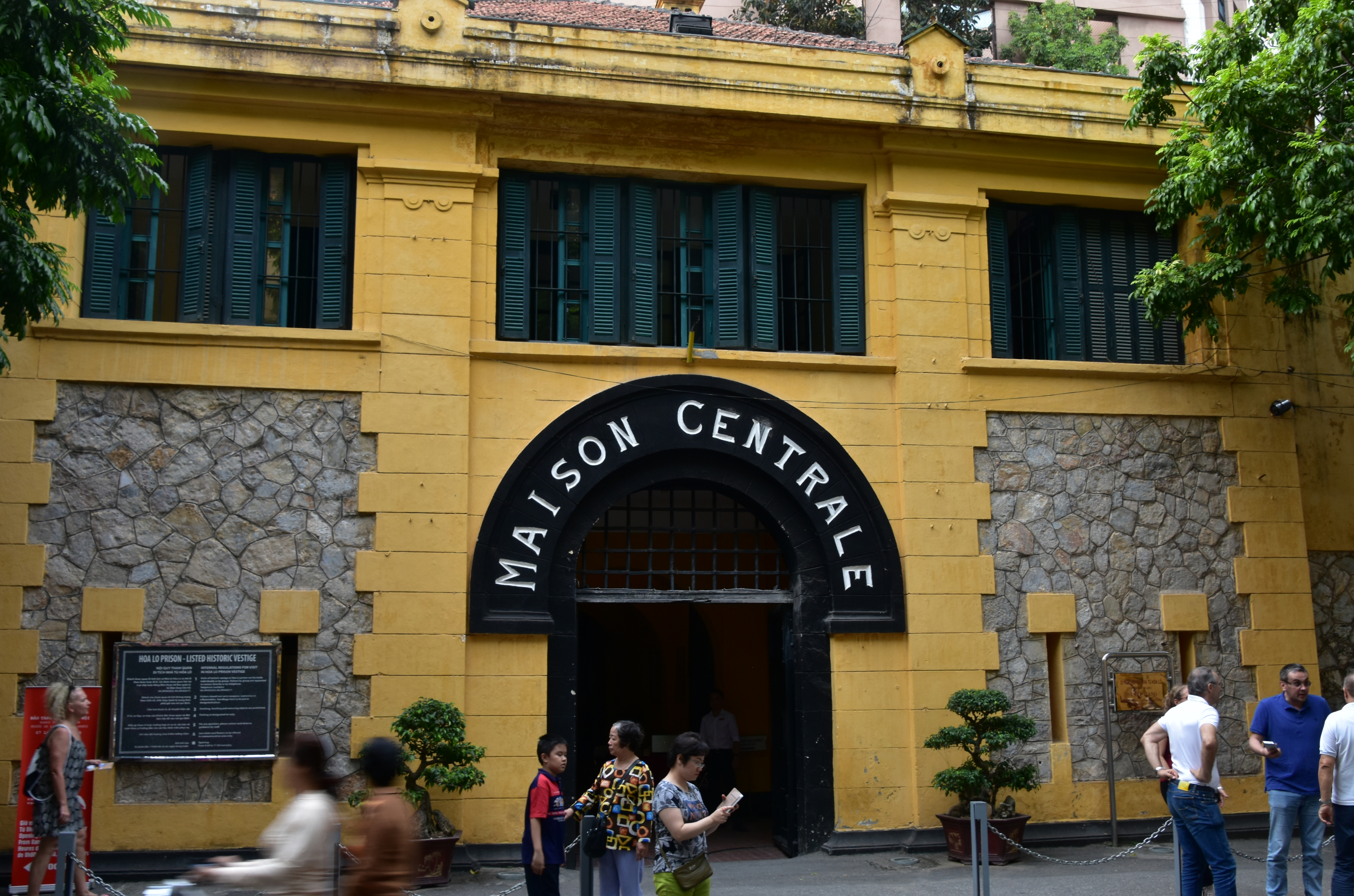
Maison centrale
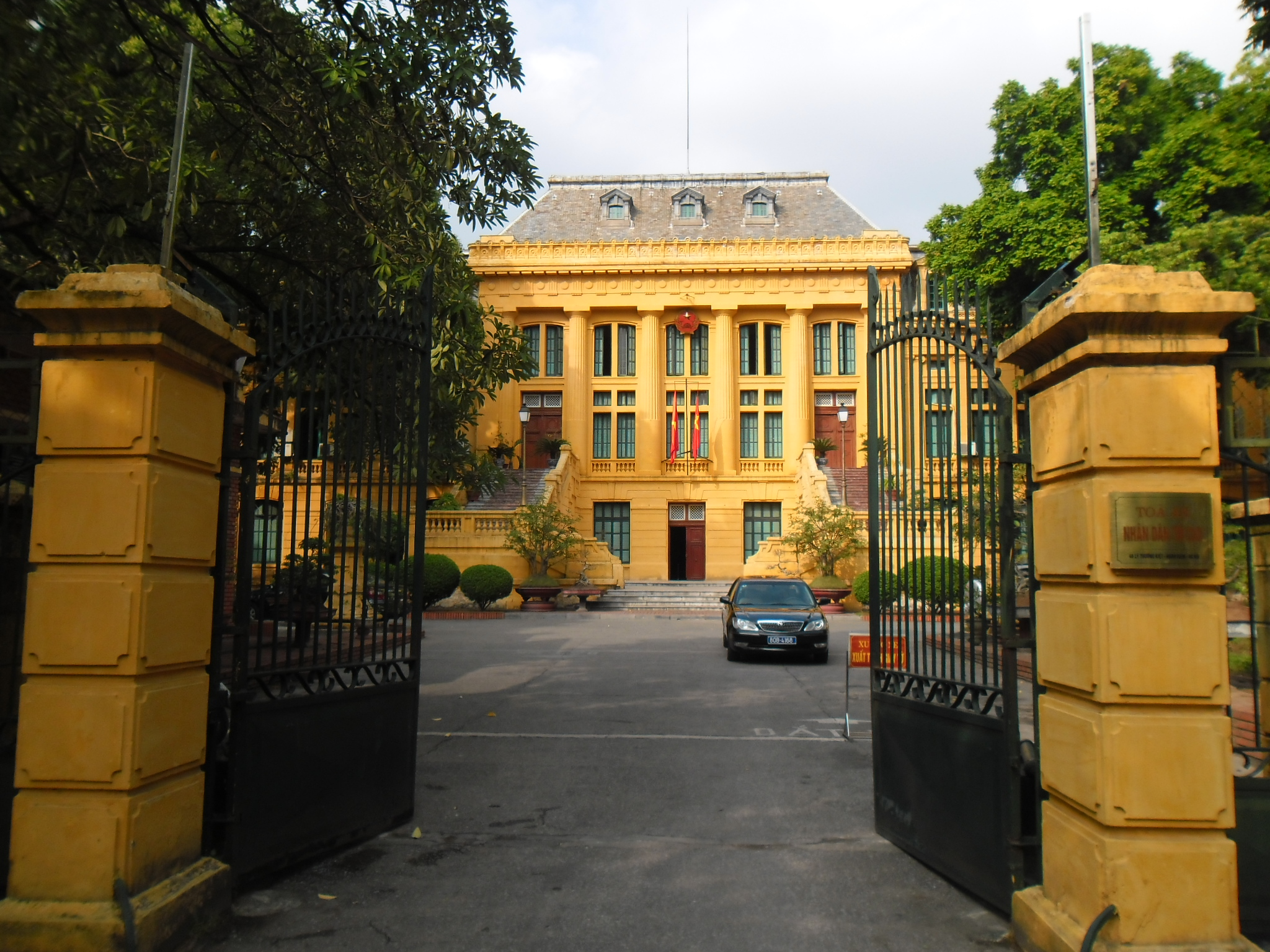
Siège de la Cour suprême à Hanoï
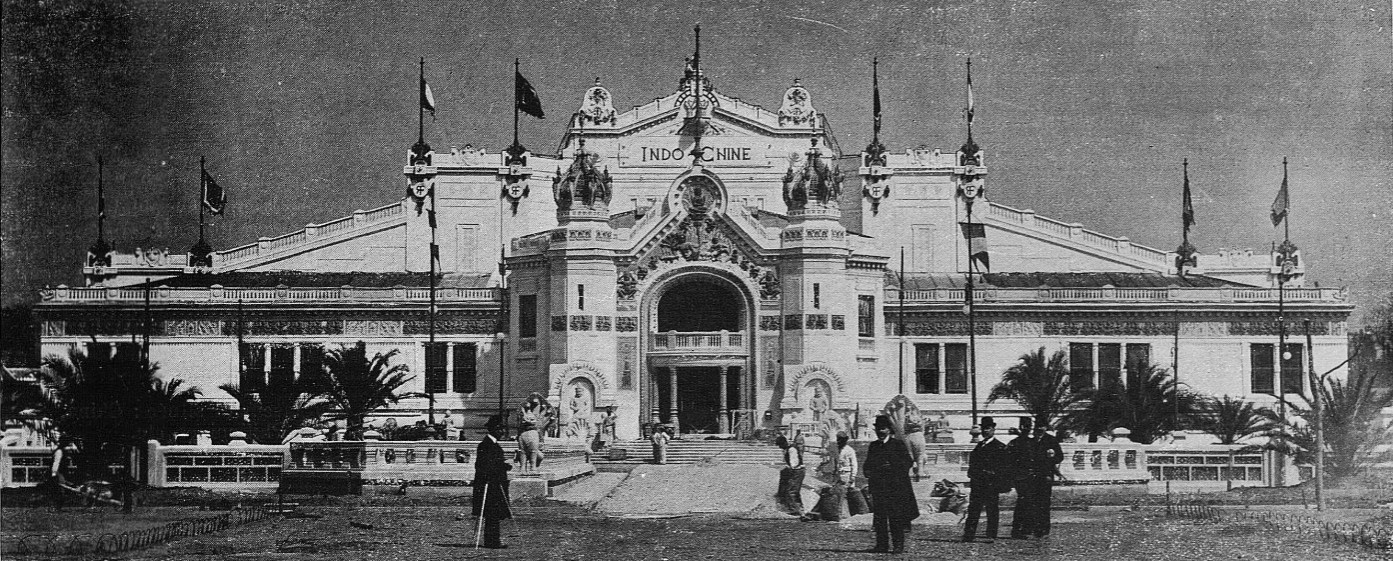
Palais de l'Indochine, Exposition coloniale de Marseille (1906)